# Snowmass Village
Snowmass Village is een plaats (town) in de Amerikaanse staat Colorado, en valt bestuurlijk gezien onder Pitkin County.

## Demografie
Bij de volkstelling in 2000 werd het aantal inwoners vastgesteld op 1822.
In 2006 is het aantal inwoners door het United States Census Bureau geschat op 1741, een daling van 81 (-4.4%).

## Geografie
Volgens het United States Census Bureau beslaat de plaats een oppervlakte van
66,2 km², waarvan 66,0 km² land en 0,2 km² water.

## Plaatsen in de nabije omgeving
De onderstaande figuur toont nabijgelegen plaatsen in een straal van 40 km rond Snowmass Village.